# Болен
Боле́н (рос. Болен) — селище у складі Солнечного району Хабаровського краю, Росія. Входить до складу Дукинського сільського поселення.

## Населення
Населення — 132 особи (2010; 160 у 2002).
Національний склад (станом на 2002 рік):
- росіяни — 85 %